# Calcio Catania 1969-1970
Questa pagina raccoglie le informazioni riguardanti il Calcio Catania nelle competizioni ufficiali della stagione 1969-1970.

## Stagione
Nella stagione 1969-1970 c'è aria di cambiamento, dopo undici anni di presidenza Ignazio Marcoccio, si chiude un'era ed un'altra se ne apre, tutto purché lo stendardo rossazzurro garrisca ancora. Il suo posto lo prende un imprenditore catanese, con la passione del calcio della sua città. Si chiama Angelo Massimino, ha 42 anni e promette di far fronte agli impegni societari più pressanti. Il "Cavaliere dell'Etna" non ha laurea, ma è una persona onesta e generosa, insieme ai suoi fratelli ha creato il miracolo "Massimiana", una squadra catanese che ha lanciato in orbita Pietro Anastasi nella Juventus ed in Nazionale. Inciampa sulla grammatica ma è caparbio e concreto, ha il pallone nel sangue, nel cervello e nel cuore.
Conferma la guida tecnica di Egizio Rubino, il quale pretende dal suo nuovo presidente solo un uomo d'area che sappia abbinare potenza e precisione. Sbarca alle falde dell'Etna, allora, Aquilino Bonfanti, ala sinistra di ventisei anni acquistata dal Verona, diventerà capocannoniere del torneo con 13 reti, insieme ai varesotti Braida e Bettega. Il campionato di Serie B sarà avvincente fino all'ultimo, sarà proprio l'ultima giornata del torneo a sancire la promozione, vincendo (1-3) a Reggio Calabria, il Catania di Angelo Massimino centra l'obiettivo al primo anno di presidenza ed entra nel cuore dei tifosi, riappropriandosi del pallone che conta. In città si risvegliano entusiasmi sopiti da alcuni anni, la gente festeggia per le strade, nel cielo un elefante ricomincia a volare. Con gli Etnei salgono in Serie A Varese e Foggia.

## Rosa
| N. |                   | Ruolo | Calciatore            |
| -- | ----------------- | ----- | --------------------- |
|    | Italia (bandiera) | C     | Giorgio Bernardis     |
|    | Italia (bandiera) | A     | Aquilino Bonfanti     |
|    | Italia (bandiera) | D     | Luciano Buzzacchera   |
|    | Italia (bandiera) | A     | Maurizio Cavazzoni    |
|    | Italia (bandiera) | C     | Massimo Cherubini     |
|    | Italia (bandiera) | C     | Giovanni Gavazzi      |
|    | Italia (bandiera) | D     | Luciano Limena        |
|    | Italia (bandiera) | D     | Paolo Montanari       |
|    | Italia (bandiera) | D     | Giancarlo Pasqualotto |
|    | Italia (bandiera) | A     | Angelo Pereni         |

| N. |                   | Ruolo | Calciatore          |
| -- | ----------------- | ----- | ------------------- |
|    | Italia (bandiera) | P     | Rino Rado           |
|    | Italia (bandiera) | D     | Sergio Reggiani     |
|    | Italia (bandiera) | D     | Umberto Strucchi    |
|    | Italia (bandiera) | C     | Gianfranco Trombini |
|    | Italia (bandiera) | C     | Mauro Vaiani        |
|    | Italia (bandiera) | A     | Domenico Ventura    |
|    | Italia (bandiera) | P     | Luciano Visintini   |
|    | Italia (bandiera) | C     | Angelo Volpato      |
|    | Italia (bandiera) | A     | Mario Zimolo        |
|    | Italia (bandiera) | D     | Miro Zulich         |

## Risultati

### Campionato

#### Girone di andata
| Arezzo 14 settembre 1969 1ª giornata | Arezzo          | 0 – 0 | Catania | Stadio Comunale\| Arbitro: \| Porcelli (Lodi) \| |
| Arbitro:                             | Porcelli (Lodi) |       |         |                                                  |

| Arbitro: | Bianchi (Firenze) |

|  |           |                    |
|  | Marcatori | 31’, 45’ Cavazzoni |

| Arbitro: | Cantelli (Firenze) |

|                                |           |                               |
| Bonfanti 20’ (rig.) 58’ (rig.) | Marcatori | 24’ Massari 41’ (aut.) Limena |

| Arbitro: | Bernardis (Latina) |

|                           |           |                 |
| Reggiani 61’ Bonfanti 71’ | Marcatori | 24’ Dell'Angelo |

| Arbitro: | Branzoni (Pavia) |

|               |           |              |
| Marchetti 30’ | Marcatori | 31’ Bonfanti |

| Taranto 19 ottobre 1969 6ª giornata | Taranto         | 0 – 0 | Catania | Stadio Salinella\| Arbitro: \| Giunti (Arezzo) \| |
| Arbitro:                            | Giunti (Arezzo) |       |         |                                                   |

| Arbitro: | Di Tonno (Lecce) |

|               |           |  |
| Cavazzoni 78’ | Marcatori |  |

| Arbitro: | Rodomonti (Teramo) |

|                            |           |                      |
| Trombini 32’ Cavazzoni 88’ | Marcatori | 82’ (aut.) Cherubini |

| Arbitro: | Lattanzi (Roma) |

|           |           |                                  |
| Roffi 47’ | Marcatori | 12’ Bernardis 68’, 89’ Cavazzoni |

| Arbitro: | Pieroni (Roma) |

|                                  |           |                  |
| Marcucci 59’ Rasi 81’ Mazzia 90’ | Marcatori | 84’ (aut.) Catto |

| Catania 30 novembre 1969 11ª giornata | Catania           | 0 – 0 | Monza | Stadio Cibali\| Arbitro: \| Bianchi (Firenze) \| |
| Arbitro:                              | Bianchi (Firenze) |       |       |                                                  |

| Catania 7 dicembre 1969 12ª giornata | Catania       | 0 – 0 | Foggia | Stadio Cibali\| Arbitro: \| Motta (Monza) \| |
| Arbitro:                             | Motta (Monza) |       |        |                                              |

| Reggio Emilia 14 dicembre 1969 13ª giornata | Reggiana         | 0 – 0 | Catania | Stadio Mirabello\| Arbitro: \| Branzoni (Pavia) \| |
| Arbitro:                                    | Branzoni (Pavia) |       |         |                                                    |

| Arbitro: | Mascali (Desenzano) |

|  |           |               |
|  | Marcatori | 13’ Cavazzoni |

| Catania 28 dicembre 1969 15ª giornata | Catania         | 0 – 0 | Varese | Stadio Cibali\| Arbitro: \| Acernese (Roma) \| |
| Arbitro:                              | Acernese (Roma) |       |        |                                                |

| Arbitro: | Francescon (Padova) |

|              |           |  |
| Colausig 87’ | Marcatori |  |

| Arbitro: | Torelli (Milano) |

|                    |           |  |
| Baisi 39’ Joan 85’ | Marcatori |  |

| Catania 18 gennaio 1970 18ª giornata | Catania            | 0 – 0 | Livorno | Stadio Cibali\| Arbitro: \| Stagnoli (Bologna) \| |
| Arbitro:                             | Stagnoli (Bologna) |       |         |                                                   |

| Catania 25 gennaio 1970 19ª giornata | Catania          | 0 – 0 | Reggina | Stadio Cibali\| Arbitro: \| Branzoni (Pavia) \| |
| Arbitro:                             | Branzoni (Pavia) |       |         |                                                 |

#### Girone di ritorno
| Arbitro: | Campanini (Finale Emilia) |

|                                     |           |  |
| Bonfanti 25’, 48’ (rig.) Pereni 42’ | Marcatori |  |

| Arbitro: | Gialluisi (Barletta) |

|            |           |  |
| Pereni 48’ | Marcatori |  |

| Arbitro: | Trinchieri (Reggio Emilia) |

|              |           |                     |
| Musiello 75’ | Marcatori | 79’ (rig.) Bonfanti |

| Mantova 22 febbraio 1970 23ª giornata | Mantova           | 0 – 0 | Catania | Stadio Danilo Martelli\| Arbitro: \| Toselli (Cormons) \| |
| Arbitro:                              | Toselli (Cormons) |       |         |                                                           |

| Arbitro: | Gussoni (Tradate) |

|  |           |            |
|  | Marcatori | 89’ Cucchi |

| Arbitro: | Lazzaroni (Milano) |

|                          |           |  |
| Bonfanti 76’ Volpato 86’ | Marcatori |  |

| Arbitro: | Trinchieri (Reggio Emilia) |

|  |           |            |
|  | Marcatori | 75’ Limena |

| Arbitro: | Bernardis (Latina) |

|                     |           |                   |
| Tentorio 21’ (rig.) | Marcatori | 85’ (aut.) Stevan |

| Arbitro: | Vacchini (Milano) |

|                        |           |  |
| Gavazzi 73’ Pereni 75’ | Marcatori |  |

| Arbitro: | Carminati (Milano) |

|                     |           |  |
| Bonfanti 88’ (rig.) | Marcatori |  |

| Arbitro: | Pieroni (Roma) |

|                                |           |  |
| Montanari 16’ (aut.) Dolso 44’ | Marcatori |  |

| Foggia 26 aprile 1970 31ª giornata | Foggia             | 0 – 0 | Catania | Stadio Pino Zaccheria\| Arbitro: \| Picasso (Chiavari) \| |
| Arbitro:                           | Picasso (Chiavari) |       |         |                                                           |

| Arbitro: | Bernardis (Latina) |

|                         |           |  |
| Bonfanti 71’ (rig.) 87’ | Marcatori |  |

| Catania 10 maggio 1970 33ª giornata | Catania           | 0 – 0 | Cesena | Stadio Cibali\| Arbitro: \| Vacchini (Milano) \| |
| Arbitro:                            | Vacchini (Milano) |       |        |                                                  |

| Arbitro: | Angonese (Mestre) |

|          |           |                          |
| Nuti 39’ | Marcatori | 64’ (aut.) Dellagiovanna |

| Catania 24 maggio 1970 35ª giornata | Catania         | 0 – 0 | Genoa | Stadio Cibali\| Arbitro: \| Giunti (Arezzo) \| |
| Arbitro:                            | Giunti (Arezzo) |       |       |                                                |

| Arbitro: | De Marchi (Pordenone) |

|               |           |  |
| Cavazzoni 68’ | Marcatori |  |

| Livorno 7 giugno 1970 37ª giornata | Livorno        | 0 – 0 | Catania | Stadio Comunale\| Arbitro: \| Monti (Ancona) \| |
| Arbitro:                           | Monti (Ancona) |       |         |                                                 |

| Arbitro: | Gonella (Torino) |

|            |           |                               |
| Pirola 16’ | Marcatori | 29’, 87’ Bonfanti 75’ Volpato |

### Coppa Italia
| Arbitro: | Acernese (Roma) |

|                                       |           |              |
| Troja 24’ Ferrari 27’, 76’ Causio 51’ | Marcatori | 47’ Bonfanti |

| Arbitro: | Sgherri (Grosseto) |

|             |           |  |
| Aristei 55’ | Marcatori |  |

| Arbitro: | Calì (Roma) |

|                   |           |                   |
| Riva 48’ Cera 57’ | Marcatori | 80’, 90’ Reggiani |

## Statistiche

### Statistiche di squadra
| Competizione | Punti | In casa | In casa | In casa | In casa | In casa | In casa | In trasferta | In trasferta | In trasferta | In trasferta | In trasferta | In trasferta | Totale | Totale | Totale | Totale | Totale | Totale | DR  |
| Competizione | Punti | G       | V       | N       | P       | Gf      | Gs      | G            | V            | N            | P            | Gf           | Gs           | G      | V      | N      | P      | Gf     | Gs     | DR  |
| ------------ | ----- | ------- | ------- | ------- | ------- | ------- | ------- | ------------ | ------------ | ------------ | ------------ | ------------ | ------------ | ------ | ------ | ------ | ------ | ------ | ------ | --- |
| Serie B      | 48    | 19      | 10      | 8       | 1       | 19      | 5       | 19           | 5            | 10           | 4            | 15           | 14           | 38     | 15     | 18     | 5      | 34     | 19     | +15 |
| Coppa Italia | 1     | -       | -       | -       | -       | -       | -       | 3            | 0            | 1            | 2            | 3            | 7            | 3      | 0      | 1      | 2      | 3      | 7      | -4  |
| Totale       |       | 19      | 10      | 8       | 1       | 19      | 5       | 22           | 5            | 11           | 6            | 18           | 21           | 41     | 15     | 19     | 7      | 37     | 26     | +11 |

### Statistiche dei giocatori
| Giocatore      | Serie B  | Serie B | Coppa Italia | Coppa Italia | Totale   | Totale |
| Giocatore      | Presenze | Reti    | Presenze     | Reti         | Presenze | Reti   |
| -------------- | -------- | ------- | ------------ | ------------ | -------- | ------ |
| G. Bernardis   | 31       | 1       | 3            | 0            | 34       | 1      |
| A. Bonfanti    | 34       | 13      | 3            | 1            | 37       | 14     |
| L. Buzzacchera | 36       | 0       | 3            | 0            | 39       | 0      |
| M. Cavazzoni   | 36       | 8       | 2            | 0            | 38       | 8      |
| M. Cherubini   | 13       | 0       | 2            | 0            | 15       | 0      |
| G. Gavazzi     | 23       | 1       | 3            | 0            | 26       | 1      |
| L. Limena      | 37       | 1       | 3            | 0            | 40       | 1      |
| P. Montanari   | 18       | 0       | 3            | 0            | 21       | 0      |
| G. Pasqualotto | 3        | 0       | -            | -            | 3        | 0      |
| A. Pereni      | 36       | 3       | 1            | 0            | 37       | 3      |
| R. Rado        | 37       | -19     | 3            | -7           | 40       | -26    |
| S. Reggiani    | 31       | 1       | 1            | 2            | 32       | 3      |
| U. Strucchi    | 36       | 0       | 2            | 0            | 38       | 0      |
| G. Trombini    | 9        | 1       | 1            | 0            | 10       | 1      |
| M. Vaiani      | 31       | 0       | -            | -            | 31       | 0      |
| D. Ventura     | 13       | 0       | -            | -            | 13       | 0      |
| L. Visintini   | 2        | 0       | -            | -            | 2        | 0      |
| A. Volpato     | 5        | 2       | -            | -            | 5        | 2      |
| M. Zimolo      | 6        | 0       | 3            | 0            | 9        | 0      |
| M. Zulich      | 4        | 0       | 2            | 0            | 6        | 0      |